# Stadionul Limbé
Stadionul Limbé Omnisport este un stadion polivalent din Limbé, Camerun. Este folosit mai ales pentru meciuri de fotbal și are și facilități de atletism. Stadionul are o capacitate de 20.000 de spectatori. A fost construit în 2012 și inaugurat pe 26 ianuarie 2016.  Este unul dintre puținele stadioane din lume construite pe un deal și are o vedere uluitoare asupra mării. În noiembrie 2016, stadionul a găzdui meciuri de fotbal feminin ca parte a primului său turneu internațional. Stadionul este unul dintre locurile de desfășurare a Cupa Africii pe Națiuni 2021.